# ماركوس فينيسيوس غوميز ناسيمنتو
ماركوس فينيسيوس غوميز ناسيمنتو هو لاعب كرة قدم برازيلي في مركز الدفاع، ولد في 27 يونيو 1991 في ساو باولو في البرازيل. لعب مع نادي بالميراس ونادي فيتوريا سيتوبال ونادي كورينثيانز.

## وصلات خارجية
- ماركوس فينيسيوس غوميز ناسيمنتو على موقع قاعدة بيانات كرة القدم.إي يو (الإنجليزية)
- ماركوس فينيسيوس غوميز ناسيمنتو على موقع Soccerway.com (الإنجليزية)
- ماركوس فينيسيوس غوميز ناسيمنتو على موقع AS.com (الإسبانية)